# Troisième sécession de la plèbe
Sauf précision contraire, les dates de cet article sont sous-entendues « avant l'ère commune » (AEC), c'est-à-dire « avant Jésus-Christ ».
La troisième sécession de la plèbe (287 av. J.-C.) se solde par une insurrection sur le Janicule suivie du vote des lois hortensiennes mettant fin à la guerre des ordres.
Des terres en Sabine sont conquises, mais celles-ci sont exclusivement réservées à l'aristocratie sénatoriale. La plèbe se retire alors sur le Janicule pour obtenir l’assignation de ces terres nouvellement conquises. Quintus Hortensius, nommé dictateur, soutenu par Manius Curius Dentatus, promulgue les lois hortensiennes qui favorisent la plèbe pour qu’elle revienne dans la cité. Elles amnistient et allègent les dettes, et donnent aux plébiscites décidés par les comices tributes force de loi pour le peuple entier (suppression de la ratification sénatoriale traditionnelle, l’auctoritas patrum). La puissance de l’opposition démocratique se trouve augmentée.
Il n'y a plus de différences juridique entre les deux ordres, et cela signe la fin de la guerre des ordres.